# Campionat de Suècia de motocròs
El Campionat de Suècia de motocròs (en suec, Svenska Mästerskapen i Motocross, abreujat MXSM), regulat per la federació sueca de motociclisme (SVEMO, Svenska Motorcykel- och Snöskoterförbundet), és la màxima competició de motocròs que es disputa a Suècia.
El motocròs compta amb una llarga tradició a Suècia, país que fou fins a mitjan dècada de 1990 bressol dels millors especialistes mundials d'aquest esport. Des del moment de la seva instauració, el Campionat de Suècia fou una de les competicions de motocròs de referència internacional, i molts dels seus campions eren sovint simultàniament campions del món, des dels pioners Sten Lundin o Rolf Tibblin a la dècada de 1950 fins als darrers Håkan Carlqvist o Marcus Hansson, passant per recordats campions de la dècada de 1970 com ara Bengt Åberg o Håkan Andersson. Especial esment mereix el campió potser més reeixit de tots ells, Torsten Hallman.
El campionat suec ha anat variant de categories al llarg dels anys, fins a arribar a la fórmula actual de dues categories principals (MX1 i MX2).

## Llista de guanyadors
Font:

### Primera etapa (1951-2003)
| Any  | 500 cc           | 500 cc  |
| Any  | Campió           | Moto    |
| ---- | ---------------- | ------- |
| 1951 | Eric Ericsson    | ?       |
| 1952 | Ove Malmqvist    | Triumph |
| 1953 | Kuno Johansson   | BSA     |
| 1954 | Bill Nilsson     | BSA     |
| 1955 | Sten Lundin      | BSA     |
| 1956 | Gunnar Johansson | BSA     |
| 1957 | Bill Nilsson     | AJS     |

| Any  | 500 cc              | 500 cc    | 250 cc          | 250 cc    |
| Any  | Campió              | Moto      | Campió          | Moto      |
| ---- | ------------------- | --------- | --------------- | --------- |
| 1958 | Sten Lundin         | Monark    | Ove Lundell     | Monark    |
| 1959 | Bill Nilsson        | Crescent  | Rolf Tibblin    | Husqvarna |
| 1960 | Bill Nilsson        | Husqvarna | Sivert Eriksson | Husqvarna |
| 1961 | Sten Lundin         | Lito      | Torsten Hallman | Husqvarna |
| 1962 | Rolf Tibblin        | Husqvarna | Torsten Hallman | Husqvarna |
| 1963 | Rolf Tibblin        | Husqvarna | Torsten Hallman | Husqvarna |
| 1964 | Rolf Tibblin        | Hedlund   | Åke Jonsson     | Husqvarna |
| 1965 | Rolf Tibblin        | ČZ        | Torsten Hallman | Husqvarna |
| 1966 | Jan Johansson       | Lindström | Olle Pettersson | Husqvarna |
| 1967 | Åke Jonsson         | Husqvarna | Olle Pettersson | Husqvarna |
| 1968 | Åke Jonsson         | Husqvarna | Bengt-Arne Bonn | Husqvarna |
| 1969 | Christer Hammargren | Husqvarna | Bengt-Arne Bonn | Husqvarna |
| 1970 | Bengt Åberg         | Husqvarna | Uno Palm        | Husqvarna |
| 1971 | Christer Hammargren | Husqvarna | Håkan Andersson | Husqvarna |
| 1972 | Åke Jonsson         | Maico     | Håkan Andersson | Yamaha    |

| Any  | 500 cc          | 500 cc     | 250 cc          | 250 cc     | 125 cc            | 125 cc     |
| Any  | Campió          | Moto       | Campió          | Moto       | Campió            | Moto       |
| ---- | --------------- | ---------- | --------------- | ---------- | ----------------- | ---------- |
| 1973 | Åke Jonsson     | Yamaha     | Torleif Hansen  | Kawasaki   | Bengt Arne Bonn   | Yamaha     |
| 1974 | Arne Kring      | Husqvarna  | Håkan Andersson | Yamaha     | Torbjörn Winzell  | Husqvarna  |
| 1975 | Åke Jonsson     | Yamaha     | Torleif Hansen  | Kawasaki   | Tommy Olsson      | Ancillotti |
| 1976 | Åke Jonsson     | Maico      | Torleif Hansen  | Kawasaki   | Per-Ake Hansson   | Ancillotti |
| 1977 | Håkan Andersson | Montesa    | Torleif Hansen  | Kawasaki   | Johnny Bjurström  | Suzuki     |
| 1978 | Håkan Andersson | Husqvarna  | Torleif Hansen  | Kawasaki   | -                 | -          |
| 1979 | Håkan Andersson | Husqvarna  | Håkan Carlqvist | Husqvarna  | Christer Nyström  | Simonini   |
| 1980 | Håkan Carlqvist | Yamaha     | Rolf Wicksell   | Husqvarna  | Jeff Nilsson      | Yamaha     |
| 1981 | Håkan Carlqvist | Yamaha     | Leif Niklasson  | ?          | Jeff Nilsson      | Yamaha     |
| 1982 | Håkan Carlqvist | Yamaha     | Torleif Hansen  | Yamaha     | Jeff Nilsson      | Kawasaki   |
| 1983 | Håkan Carlqvist | Yamaha     | Jörgen Nilsson  | Yamaha     | Kenneth Johansson | Yamaha     |
| 1984 | Conny Carlsson  | Yamaha     | Anders Eriksson | Yamaha     | Jörgen Gustafsson | Suzuki     |
| 1985 | Leif Persson    | Yamaha     | Anders Eriksson | Yamaha     | Ari Sairanen      | Yamaha     |
| 1986 | Leif Persson    | Yamaha     | Anders Eriksson | Yamaha     | Dick Pettersson   | Kawasaki   |
| 1987 | Leif Persson    | Yamaha     | Peter Hansson   | KTM        | Bjarne Thörnblom  | ?          |
| 1988 | Stefan Larsson  | Kawasaki   | Jörgen Nilsson  | ?          | Dick Pettersson   | Yamaha     |
| 1989 | Stefan Larsson  | Kawasaki   | Peter Johansson | Yamaha     | Lars Andersson    | Honda      |
| 1990 | Stefan Larsson  | Kawasaki   | Marcus Hansson  | Kawasaki   | Joakim Karlsson   | Kawasaki   |
| 1991 | Stefan Larsson  | Kawasaki   | Jörgen Nilsson  | Honda      | Joakim Karlsson   | Kawasaki   |
|      | 250/500 cc      | 250/500 cc | 250/500 cc      | 250/500 cc | 125 cc            | 125 cc     |
| 1992 | Marcus Hansson  | Kawasaki   | Kawasaki        | Kawasaki   | Joakim Karlsson   | Kawasaki   |
| 1993 | Peter Johansson | Yamaha     | Yamaha          | Yamaha     | Joakim Karlsson   | Suzuki     |
| 1994 | Marcus Hansson  | Honda      | Honda           | Honda      | Fredrik Werner    | Husqvarna  |
| 1995 | Jonte Engdahl   | ?          | ?               | ?          | Ola Eifrém        | Kawasaki   |
| 1996 | Peter Johansson | Husqvarna  | Husqvarna       | Husqvarna  | Mats Nilsson      | ?          |
| 1997 | Peter Johansson | Yamaha     | Yamaha          | Yamaha     | Joakim Wahnström  | Yamaha     |
| 1998 | Mats Nilsson    | ?          | ?               | ?          | Ola Eifrém        | ?          |
| 1999 | Peter Johansson | KTM        | KTM             | KTM        | Fredrik Werner    | Husqvarna  |
| 2000 | Peter Johansson | KTM        | KTM             | KTM        | Petri Järvelä     | Honda      |
|      | 500 cc          | 500 cc     | 250 cc          | 250 cc     | 125 cc            | 125 cc     |
| 2001 | Jonas Engdahl   | KTM        | Karl Karlsson   | Honda      | Petri Järvelä     | Honda      |
| 2002 | Jonas Edberg    | KTM        | Petri Järvelä   | Kawasaki   | Stefan Andersson  | ?          |
| 2003 | Joakim Karlsson | Husaberg   | Tommy Engwall   | Suzuki     | Stefan Andersson  | Yamaha     |

### Segona etapa (2004-Actualitat)
A 31 de desembre de 2024
| Any  | MX3          | MX3    | MX1             | MX1    | MX2               | MX2    |
| Any  | Campió       | Moto   | Campió          | Moto   | Campió            | Moto   |
| ---- | ------------ | ------ | --------------- | ------ | ----------------- | ------ |
| 2004 | Jonny Lindhe | Honda  | Joakim Karlsson | Yamaha | Stefan Andersson  | Yamaha |
| 2005 | Jonny Lindhe | KTM    | Karl Karlsson   | Suzuki | Jonas Wing        | KTM    |
| 2006 | Mats Nilsson | Yamaha | Mats Nilsson    | Yamaha | Kenneth Gundersen | Yamaha |
| 2007 | Mats Nilsson | Yamaha | Mats Nilsson    | Yamaha | Karl Karlsson     | Yamaha |
| 2008 | Mats Nilsson | Yamaha | Mats Nilsson    | Yamaha | Filip Thuresson   | Suzuki |

| Any  | MX1               | MX1       | MX2               | MX2       |
| Any  | Campió            | Moto      | Campió            | Moto      |
| ---- | ----------------- | --------- | ----------------- | --------- |
| 2009 | Kenneth Gundersen | Yamaha    | Filip Thuresson   | Suzuki    |
| 2010 | Marcus Norlen     | Honda     | Fredrik Norén     | Honda     |
| 2011 | Tom Söderström    | Suzuki    | Filip Bengtsson   | KTM       |
| 2012 | Filip Thuresson   | Honda     | Kalle Olsson      | Honda     |
| 2013 | Filip Bengtsson   | KTM       | Even K. Heibye    | KTM       |
| 2014 | Filip Bengtsson   | KTM       | Even K. Heibye    | KTM       |
| 2015 | Jesper Jönsson    | Husqvarna | Alvin Östlund     | Yamaha    |
| 2016 | Jesper Jönsson    | Husqvarna | Even K. Heibye    | KTM       |
| 2017 | Nikolaj Larsen    | KTM       | Anton Gole        | Husqvarna |
| 2018 | Filip Bengtsson   | Yamaha    | Ken Bengtsson     | Husqvarna |
| 2019 | Filip Bengtsson   | Husqvarna | Pontus Jönsson    | Husqvarna |
| 2020 | Filip Bengtsson   | Husqvarna | Ken Bengtsson     | Husqvarna |
| 2021 | Anton Gole        | Husqvarna | Ken Bengtsson     | Husqvarna |
| 2022 | Danne Karlsson    | Husqvarna | Albin Gerhardsson | Husqvarna |
| 2023 | Anton Gole        | Husqvarna | Filip Bengtsson   | KTM       |
| 2024 | Ken Bengtson      | KTM       | Filip Bengtsson   | KTM       |

## Estadístiques

### Campions amb més de 3 títols
A 31 de desembre de 2024
| Pilot           | Títols                                     |
| --------------- | ------------------------------------------ |
| Mats Nilsson    | 8 (3 x MX1, 3 x MX3, 1 x 500cc, 1 x 125cc) |
| Filip Bengtsson | 8 (5 x MX1, 3 x MX2)                       |
| Åke Jonsson     | 7 (6 x 500cc, 1 x 250cc)                   |
| Peter Johansson | 6 (5 x 500cc, 1 x 250cc)                   |
| Håkan Andersson | 6 (3 x 500cc, 3 x 250cc)                   |
| Joakim Karlsson | 6 (1 x 500cc, 1 x MX1, 4 x 125cc)          |
| Torleif Hansen  | 6 (6 x 250cc)                              |
| Rolf Tibblin    | 5 (4 x 500cc, 1 x 250cc)                   |
| Håkan Carlqvist | 5 (4 x 500cc, 1 x 250cc)                   |
| Stefan Larsson  | 4 (4 x 500cc)                              |
| Bill Nilsson    | 4 (4 x 500cc)                              |
| Torsten Hallman | 4 (4 x 250cc)                              |